# SSV Reutlingen 05
Der Sport- und Schwimmverein Reutlingen 1905 e. V. ist ein Sportverein aus Reutlingen mit über 1.600 Mitgliedern. Die Vereinsfarben sind Schwarz-Rot-Weiß. Die bekannteste Abteilung des Vereins, die Fußballabteilung, ist seit ihrer Ausgliederung im Februar 2011 als SSV Reutlingen 1905 Fußball e. V. aus rechtlicher Sicht ein eigenständiger Verein. Seine Mitglieder sind aber gleichzeitig Mitglied im Gesamtverein mit den weiteren Sparten Boxen, Tennis, Versehrtensport, Freizeitsport, Schwimmen, American Football und Tischtennis (insbesondere in den 1980ern die erfolgreichste Abteilung).
Der Verein wurde am 9. Mai 1905 als FC Arminia Reutlingen 1905 gegründet und 1910 in SV Reutlingen 1905 umbenannt. Nach der Fusion des SV 1905 mit dem 1. Schwimmverein 1911 entstand 1938 der SSV Reutlingen 05. Zwischen 1946 und 1950 musste der SSV in der Französischen Besatzungszone den Namen Sport- und Spielverein 1946 Reutlingen tragen.

## Fußball

### Geschichte

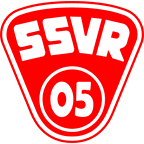
Vereinswappen von 1938 bis 1946

1906 trat der FC Arminia Reutlingen dem Fußballverband Württemberg bei und stieg in der C-Klasse, der damals niedrigsten Spielklasse, in den Spielbetrieb ein. 1942 wurde der inzwischen in SSV Reutlingen umbenannte Verein in der Kreisklasse Achalm Meister und stieg in die erstklassige Gauliga Württemberg auf. In ihrer ersten Gauligasaison erreichten die Reutlinger den vierten Platz der damals eingleisigen Liga und ließen damit nur die Mannschaften aus der Stuttgarter Hauptstadt nicht hinter sich. In der Gauligasaison 1944/45 befand sich der SSV Reutlingen auf Platz 1 der Gruppe 3, als die Saison wegen des Zweiten Weltkriegs abgebrochen werden musste.

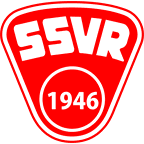
Vereinswappen des SSV 1946 Reutlingen

Ab der Saison 1946/47 spielte der Verein, der in der Französischen Besatzungszone den Namen Sport- und Spielverein 1946 Reutlingen erhalten hatte, zunächst in der Oberliga Südwest. In der Saison 1949/50 wurde der SSV als Meister der Gruppe Süd in der südwestdeutschen Meisterschaftsendrunde nach einer Finalniederlage gegen den 1. FC Kaiserslautern südwestdeutscher Vizemeister und qualifizierte sich somit für die Endrunde um die deutsche Meisterschaft 1950. Dort schied der SSV Reutlingen 05, der am 27. Februar 1950 diesen Namen zurückerhalten hatte, am 21. Mai 1950 im Stadion Oberwerth in Koblenz im Achtelfinale gegen Preußen Dellbrück durch eine 0:1-Niederlage in der Verlängerung aus. Der erst in der Verlängerung erfolgreiche Gegner aus Dellbrück verpasste im Halbfinale gegen Kickers Offenbach erst in einem Wiederholungsspiel die Endspielteilnahme gegen den späteren Deutschen Meister VfB Stuttgart. Der SSV Reutlingen zählte mit seiner Endrundenteilnahme also tatsächlich erstmals zu den 16 besten deutschen Fußballmannschaften.

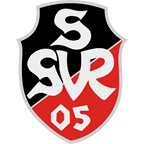
Vereinswappen von 1950 bis 1976

Spieldaten des Achtelfinalspiels um die deutsche Meisterschaft 1950
Ab der folgenden Saison spielte der SSV Reutlingen nach einem Wechsel zum Regionalverband Süd in der Oberliga Süd und stieg als Tabellenletzter in die II. Division ab. 1953 übernahm der Fabrikdirektor und Landrat Hans Kern die Leitung der Fußballabteilung und investierte in die Verpflichtung von mehreren erfahrenen Oberligaspielern, zu denen unter anderem der von Werder Bremen gekommene Horst Gernhardt gehörte. Dabei überzeugte der Abteilungsleiter Kern die Reutlinger Neuzugänge auch mit Arbeitsplätzen in der Strickmaschinenfabrik H. Stoll & Co., die er als Direktor leitete. In der Saison 1953/54 stiegen die Reutlinger als Zweiter der II. Division Süd in die Oberliga Süd auf. In der anschließenden Spielzeit wurde die Mannschaft als Aufsteiger Vizemeister der Oberliga Süd und erreichte damit als eine der neun besten Mannschaften Deutschlands die Qualifikationsrunde der Endrunde um die deutsche Meisterschaft 1955, bei der der SSV mit Niederlagen gegen den SV Sodingen und gegen Wormatia Worms scheiterte. Für beide Spielen fielen mit Wolfgang Feuerlein und Stammtorhüter Heiner Schober, der sich im vorletzten Oberligaspiel den Arm gebrochen hatte, zwei Stammspieler aus. In der ersten Qualifikationsrunde gegen Sodingen fehlten zudem Werner Fritschi und Otto Fink aufgrund von Verletzungen.
Spieldaten der Qualifikationsrunde der deutschen Meisterschaft 1955
In der Saison 1955/56 stürzten die Reutlinger als Tabellenvorletzter der Oberliga bereits zum zweiten Mal direkt nach einer Endrundenteilnahme in die Zweitklassigkeit ab. Der Absturz war auch darauf zurückzuführen, dass sich viele Leistungsträger im Laufe der Saison schwere Verletzungen zuzogen. In der II. Division 1956/57 gelang dem SSV in der Südstaffel als Tabellenzweiter hinter dem TSV 1860 München der direkte Wiederaufstieg. In den folgenden Spielzeiten hielt sich der SSV, bei dem Abteilungsleiter Kern weiterhin in erfahrene Spieler von anderen Erstligisten investierte, in der Oberliga Süd und lag in der Saison 1960/61 als Tabellenfünfter unter anderem vor dem VfB Stuttgart, dem FC Bayern München und dem TSV 1860 München. Zwei Jahre später wurde der SSV als Tabellenvierzehnter der letzten Saison der Oberliga Süd in einem komplizierten Auswahlverfahren des DFB, bei dem auch Stadion und Infrastruktur bewertet wurden, nicht als Gründungsmitglied der Bundesliga ausgewählt.
Mit dem Auflösen der Oberliga Süd durch die Einführung der Bundesliga spielte der SSV Reutlingen in der Regionalliga Süd. Hier gelang in der zweiten Saison 1964/65 die Vizemeisterschaft hinter dem FC Bayern München. In der Aufstiegsrunde wurde man Tabellenzweiter hinter Borussia Mönchengladbach und verpasste damit den Aufstieg in die Fußball-Bundesliga.
Die nächste Chance zum Aufstieg in die höchste Spielklasse ergab sich erst in der Saison 2000/01. Bis dahin hatte sich der SSV Reutlingen zumeist in der Spitzengruppe der jeweils höchsten Amateurliga halten können. Als amtierender Deutscher Amateurmeister (1974) gelang zwar unter Trainer Rudolf Schießl und Abteilungsleiter Wolfram Leuze der Aufstieg in die Zweite Bundesliga Süd zur Saison 1975/76. Jedoch blieb der überraschende Sieg gegen den damals ebenfalls zweitklassigen VfB Stuttgart nicht mehr als eine feine Einzelleistung im Rahmen des einjährigen Gastspiels im Profifußball, das die Reutlinger als abgeschlagener Tabellenletzter beendeten.
Die nächste Amateurmeisterschaft holte der SSV 1997 als Vertreter der Regionalliga Süd gegen Hannover 96. Der zweite Gewinn dieses Trostpreises für Zweite Mannschaften und andere Nichtaufstiegsberechtigte markierte das Ende einer Durststrecke, in der sich der SSV zwar zweimal (1989 und 1992) als Meister der Oberliga Baden-Württemberg in den Aufstiegsrunden mit den Vertretern aus Hessen und Bayern messen durfte, aber nie die Qualifikation für die zweite Liga erreichen konnte. Die direkte Aufstiegschance in der Regionalliga Süd, der der SSV seit 1994 angehörte, schien zunächst als hypothetisch, bis sich ein Präsident fand, der bereit war, eigenes Geld in das Unternehmen Aufstieg zu investieren.
Unter Armin Veh gelang der zweite Aufstieg in die Zweite Liga. Die erste Saison als Aufsteiger lief sehr gut. Lange Zeit kämpften die Reutlinger sogar um einen der drei Aufstiegsplätze mit, ehe man als Tabellensiebter abschloss. Es sollte jedoch die erfolgreichste Spielzeit gewesen sein. In der folgenden Saison 2001/02 verließ Armin Veh die Reutlinger nach dem 16. Spieltag und wechselte zum Erstligisten Hansa Rostock. Aufgrund finanzieller Eigenwilligkeiten von „Aufstiegsmacher“ Dieter Winko, die gegen die Lizenzauflagen verstießen, wurde die Zweitliga-Mannschaft des SSV für die Saison 2002/03 mit einem 6-Punkte-Handicap in die Saison geschickt. Ohne diesen Abzug hätten die erreichten 39 Punkte erneut für den Klassenerhalt gereicht, doch mit den offiziellen 33 Punkten stieg der SSV als 16. ab.

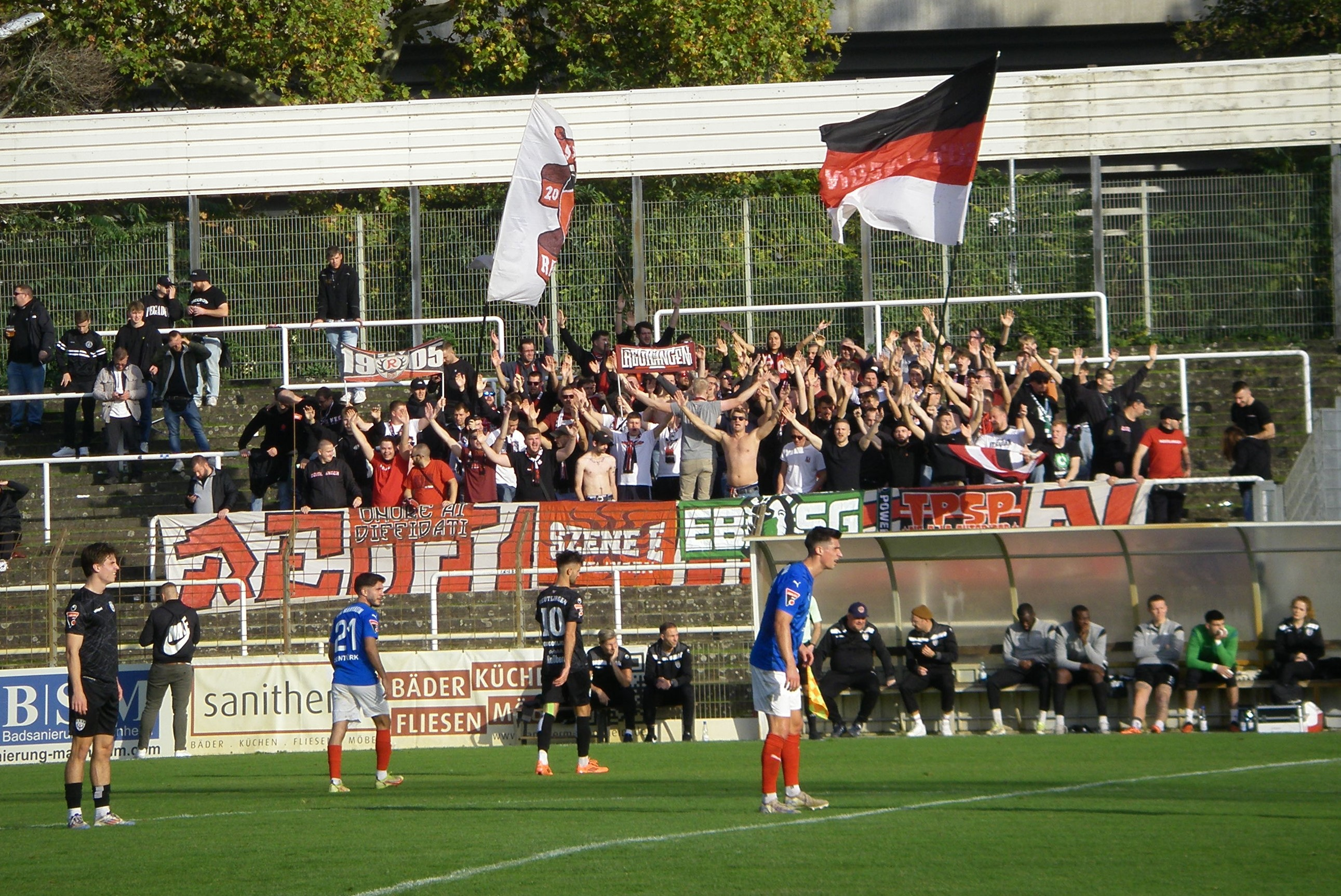
Fans des SSV Reutlingen 05 beim Gastspiel gegen den VfR Mannheim, Saison 2024/25

Beim anschließenden Lizenzierungsverfahren für die folgende Saison verweigerte der DFB dem Absteiger die Lizenz für die Regionalliga, gleichbedeutend mit dem Verlust eines kompletten Kaders und sämtlichen Transferrechten. Der Beginn der ersten Oberliga-Saison (2003/04) verlief entsprechend schwierig, aber zwei Spielzeiten später (2005/06) wurde die Mannschaft Meister der Oberliga und schaffte damit die Rückkehr in die Regionalliga Süd. Dort kämpfte man 2007/08 um einen einstelligen Tabellenplatz, um sich für die neue 3. Liga zu qualifizieren. Diese wurde jedoch mit Platz 12 verpasst, so dass der SSV weiterhin in der Regionalliga Süd spielte.
Nachdem der SSV Reutlingen im November 2009 einen Gesamtschuldenstand von über vier Millionen Euro bekanntgegeben hatte, meldete er im März 2010 Insolvenz an. Das Amtsgericht Tübingen, Az. 2 IN 119/10, ordnete mit Beschluss vom 23. März 2010 ein Insolvenzeröffnungsverfahren. Der Verein spielte die Regionalligasaison zu Ende, um dann wieder schuldenfrei in der Oberliga beginnen zu können.
Im November 2010 stimmte die Gläubigerversammlung dem Insolvenzplan von Insolvenzverwalter Axel Kulas zu.
Am 11. Februar 2011 wurde auf einer Mitgliederversammlung des SSV die Abspaltung der Fußballabteilung beschlossen. Mit der folgenden Eintragung als SSV Reutlingen 1905 Fußball e. V. in das Vereinsregister wurde die Fußballabteilung aus rechtlicher Sicht eigenständig.
In der Oberliga-Saison 2010/11 konnte der SSV erst am letzten Spieltag mit einem 3:2-Auswärtserfolg beim VfL Kirchheim/Teck (aus Sicherheitsgründen auf neutralem Platz im Heilbronner Frankenstadion) den Klassenerhalt sicherstellen. Der Sieg wäre jedoch nutzlos gewesen, wenn die Stuttgarter Kickers II nicht in der Nachspielzeit beim Reutlinger Abstiegskonkurrenten SGV Freiberg den 1:1-Ausgleich erzielt hätten – Freiberg stieg damit in die Verbandsliga ab. Im folgenden Spieljahr der Oberliga belegte der SSV Platz 8.
In der Saison 2014/15 sicherte sich der SSV Reutlingen 05 den vierten WFV-Pokalsieg der Vereinsgeschichte und qualifizierte sich damit für den DFB-Pokal 2015/16. Dort gewann man am 8. August 2015 gegen den Zweitligisten Karlsruher SC überraschend mit 3:1, wobei Giuseppe Ricciardi alle drei Tore per Strafstoß erzielte und drei Karlsruher Spieler die Rote Karte sahen.

### Ewige Tabellen
(Stand 18. Dezember 2024)
- In der Ewigen Tabelle der 2. Bundesliga belegt der SSV Reutlingen Platz 86.
- In der Ewigen Tabelle der Fußball-Regionalliga belegt der SSV Reutlingen Platz 24.
- In der Ewigen Tabelle der Fußball-Oberliga Baden-Württemberg belegt der SSV Reutlingen Platz 2.

### Spiele um die deutsche Meisterschaft
Achtelfinale der Endrunde 1950
| Preußen Dellbrück – SSV Reutlingen 1:0 n. V. (0:0) | |
| Austragungsort                                     | Stadion Oberwerth Koblenz, 21. Mai 1950, 20.000 Zuschauer |
| SSV-Aufstellung                                    | Bernhard Braun, Paul Werz, Gerd Baum, Willi Strobl, Kurt Schwille, Willi Meßmer, Wolfgang Feuerlein, Reinhold Schöller, Erich Scheufele, Ludwig Pflum, Eugen Baum |
| SSV-Trainer                                        | Bruno Ribke |
| Schiedsrichter                                     | Szymalek |
| Tore                                               | 1:0 Walter Severin (113.) |

Qualifikationsrunde der Endrunde 1955
1. Qualifikationsrunde
| SV Sodingen – SSV Reutlingen 3:0 (2:0) | |
| Austragungsort                         | Südweststadion Ludwigshafen am Rhein, 4. Mai 1955, 15.000 Zuschauer                                                                                              |
| SSV-Aufstellung                        | Hans Klein, Max Ludwig, Gerd Baum, Werner Müller, Willi Meßmer, Kurt Vaas, Walter Lidinski, Helmut Lidinski, Lothar Grziwok, Horst Gernhardt, Werner Waldschmidt |
| SSV-Trainer                            | Erwin Ammer |
| Schiedsrichter                         | Tretter |
| Tore                                   | 1:0 Franz Wächter (27.), 2:0 Willi Demski (34.), 3:0 Harry Linka (71.)                                                                                           |

2. Qualifikationsrunde
| Wormatia Worms – SSV Reutlingen 2:1 (1:0) | |
| Austragungsort                            | Stadion Oberwerth Koblenz, 8. Mai 1955, 7.000 Zuschauer                                                                                                 |
| SSV-Aufstellung                           | Karl Kugel, Max Ludwig, Gerd Baum, Werner Müller, Willi Meßmer, Kurt Vaas, Werner Fritschi, Helmut Lidinski, Lothar Grziwok, Horst Gernhardt, Otto Fink |
| SSV-Trainer                               | Erwin Ammer |
| Schiedsrichter                            | Werner Treichel |
| Tore                                      | 1:0 Alfred Weiß (38.), 2:0 Herbert Schroer (60.), 2:1 Lothar Grziwok (62.)                                                                              |
| Verletzungen                              | Helmut Müller und Werner Fritschi (45.) waren durch Verletzungen, die sie sich in diesem Spiel zugezogen hatten, nicht mehr voll einsatzfähig           |

### Erfolge
- Teilnahme an der Endrunde zur deutschen Meisterschaft als Meister der Oberliga Südwest (Gruppe Süd): 1950
- Deutscher Amateurmeister: 1974, 1997
- Vize-Meister Oberliga Süd: 1955
- Meister Regionalliga Süd: 2000
- Vize-Meister Regionalliga Süd: 1965
- Meister Oberliga Baden-Württemberg: 1989, 1992, 2006
- Platz 2 der Ewigen Tabelle der Fußball-Oberliga Baden-Württemberg
- Württembergischer Pokalsieger: 1988, 1990, 1999, 2015

### Stadion

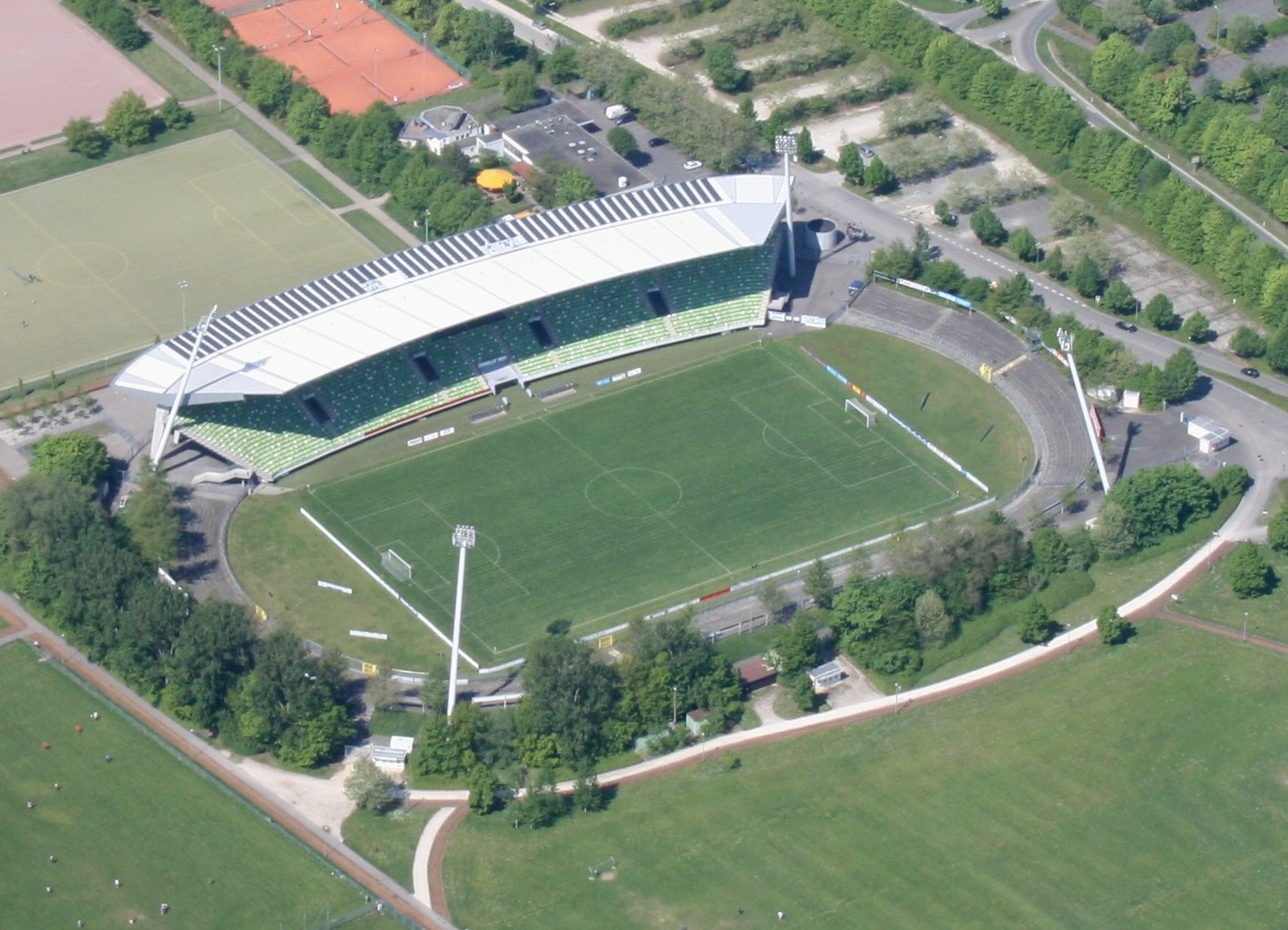
Stadion an der Kreuzeiche

Die Heimspiele des SSV Reutlingen finden im Stadion an der Kreuzeiche statt. Es befindet sich im Südwesten der Stadt und bietet mit 5.228 Sitzplätzen Platz für 15.228 Zuschauer.

## Tischtennis
Die Tischtennis-Abteilung wurde 1946 u. a. von Klaus Gengler gegründet. Die Herrenmannschaft wurde 1966 Meister der Oberliga Süd (Horst Terbeck, Manfred Grumbach, Bernd Steidle, Manfred Werner, Oskar Schmollinger, Friedrich Haase) und war damit in der neu geschaffenen Bundesliga spielberechtigt. 1970 stieg sie ab, schaffte aber drei Jahre später den Wiederaufstieg. Sie spielte dann ab 1973 lange Jahre in der Bundesliga und wurde 1977 Deutscher Mannschaftsmeister und Deutscher Pokalsieger. Den Pokal hatte man bereits 1976 gewonnen, man holte ihn nochmals 1980 und 1981. 1980 gewann man den europäischen Messestädtepokal (Endspiel gegen GSTK Zagreb). 1982 (gegen Vasutas Budapest) und 1983 (gegen Borussia Düsseldorf) siegte die Mannschaft im Europapokal der Landesmeister. Ab 1978 führte der Verein den Namen des Sponsors, einem Unternehmen der Textilindustrie: SSV Heinzelmann Reutlingen. Manager in den 1970er und 1980er Jahren war Manfred Grumbach.
1990 zog sich der Sponsor Heinzelmann zurück. Stellwag und Dietmar Palmi verließen daraufhin den Verein. Als neuer Sponsor engagierte sich der finnische Hersteller von Büromöbeln Martela, der Verein nannte sich in SV Martela Reutlingen um. Dennoch stieg die Mannschaft 1991 aus der 1. Bundesliga ab. Als im Dezember 1991 das Finanzamt wegen früherer Unregelmäßigkeiten gegen den Verein ermittelte, verabschiedete sich der neue Hauptsponsor. Daraufhin zog der SSV Reutlingen die Mannschaft mit Saisonende aus der 1. Bundesliga und ein Jahr später trotz Meisterschaft in der 2. Bundesliga aus dem Profibereich in die Tischtennis-Oberliga zurück.
Austragungsort für die Heimspiele war die Oskar-Kalbfell-Halle in Reutlingen. Bekanntester deutscher Spieler war Peter Stellwag. Bekanntester ausländischer Spieler war Mikael Appelgren, der in den 1980er und 1990er Jahren zu den besten Tischtennisspielern der Welt gehörte und auch einige Jahre in der deutschen Bundesliga für den SSV Reutlingen (1981–1986) auf obersten Niveau mitgespielt hat. Auf ähnlich hohem Niveau hatte zuvor sein schwedischer Landsmann Ulf Thorsell für den SSV Reutlingen in den Jahren 1979 bis 1982 Tischtennis in der Bundesliga und in den europäischen Vereinswettbewerben gespielt.

### Erfolge
- 1976: Sieger im DTTB-Pokal (Peter Stellwag, Manfred Baum, Heinz Schlüter)
- 1976: Zweiter im europäischen Messepokal (Peter Stellwag, Manfred Baum, Heinz Schlüter)
- 1977: Deutscher Mannschaftsmeister (Peter Stellwag, Manfred Baum, Heinz Schlüter, Peter Engel, Hariyanto Listijosuputro, Günter Werkmann)
- 1977: Deutscher Pokalsieger (Peter Stellwag, Heinz Schlüter, Manfred Baum)
- 1980: Sieg im europäischen Messepokal (Peter Stellwag, Ulf Thorsell, Peter Engel)
- 1980: Deutscher Pokalsieger (Peter Stellwag, Ulf Thorsell, Peter Engel)
- 1981: Deutscher Pokalsieger (Peter Stellwag, Ulf Thorsell, Peter Engel)
- 1982: Europapokalsieger (Peter Stellwag, Ulf Thorsell, Mikael Appelgren)
- 1983: Europapokalsieger (Peter Stellwag, Mikael Appelgren, Reinhard Sefried)
- 1984: Platz 2 im Deutschen Pokal (Peter Stellwag, Mikael Appelgren, Reinhard Sefried)
- 1988: Platz 2 im ETTU-Cup (Peter Stellwag, Guo Yuehua, Peter Auwärter)